# De David (molen)
De David is een kleine houtzaagmolen in Warffum in de Nederlandse provincie Groningen.
Het molentje werd oorspronkelijk in 1890 gebouwd door enkele Groninger molenmakers om het zelfzwichtingssysteem te demonstreren. Daarna was het molentje in Thesinge van 1894 tot en met 1934 actief als zaagmolentje. Na diverse omzwervingen heeft het molentje jarenlang in Winsum in opslag gestaan. In september 2011 is de molen in Openluchtmuseum Het Hoogeland tijdelijk opgebouwd met als doel volledige herbouw daar naar de situatie van rond 1900. Om financiële middelen hiervoor te vergaren deed de molen mee aan de Bankgiroloterij Molenprijs 2011. De David werd tweede en sindsdien zet de Stichting Behoud Molen De David zich in voor herstel. Een mijlpaal werd bereikt op 4 december 2012 toen de molen naar de molenmaker in Warns vertrok. Op 9 oktober 2013 keerde de geheel gerestaureerde molen terug in het museum. In de zomer van 2014 werd de molen ook weer volledig operationeel door het aanbrengen van een houten lintzaag. Bij gebrek aan wind kan de lintzaag aangedreven worden door een stationaire dieselmotor.